# Solanum rovirosanum
Solanum rovirosanum là loài thực vật có hoa trong họ Cà. Loài này được Donn. Sm. miêu tả khoa học đầu tiên năm 1909.